# ワット・プーミン
ワット・プーミンとはタイ王国ナーン県ムアンナーン郡にある仏教寺院である。

## 歴史
『ナーン年代記』によれば1596年、カーオ王国の国王チェータブットプロミンによって建てられ、ワット・プロミン (วัดพรหมมินทร์) と呼ばれていたとされる。1704年には敵国であったビルマ軍の攻撃を受けて、仏像が破壊されている。
ナーン王国が成立しアナンタヨットが1857年に即位すると、アナンタヨットはナーンの寺院の改修・建立を積極的に行った。ワット・プーミンもこの時改修が始められ、これは1875年まで続けられた。

## 建築

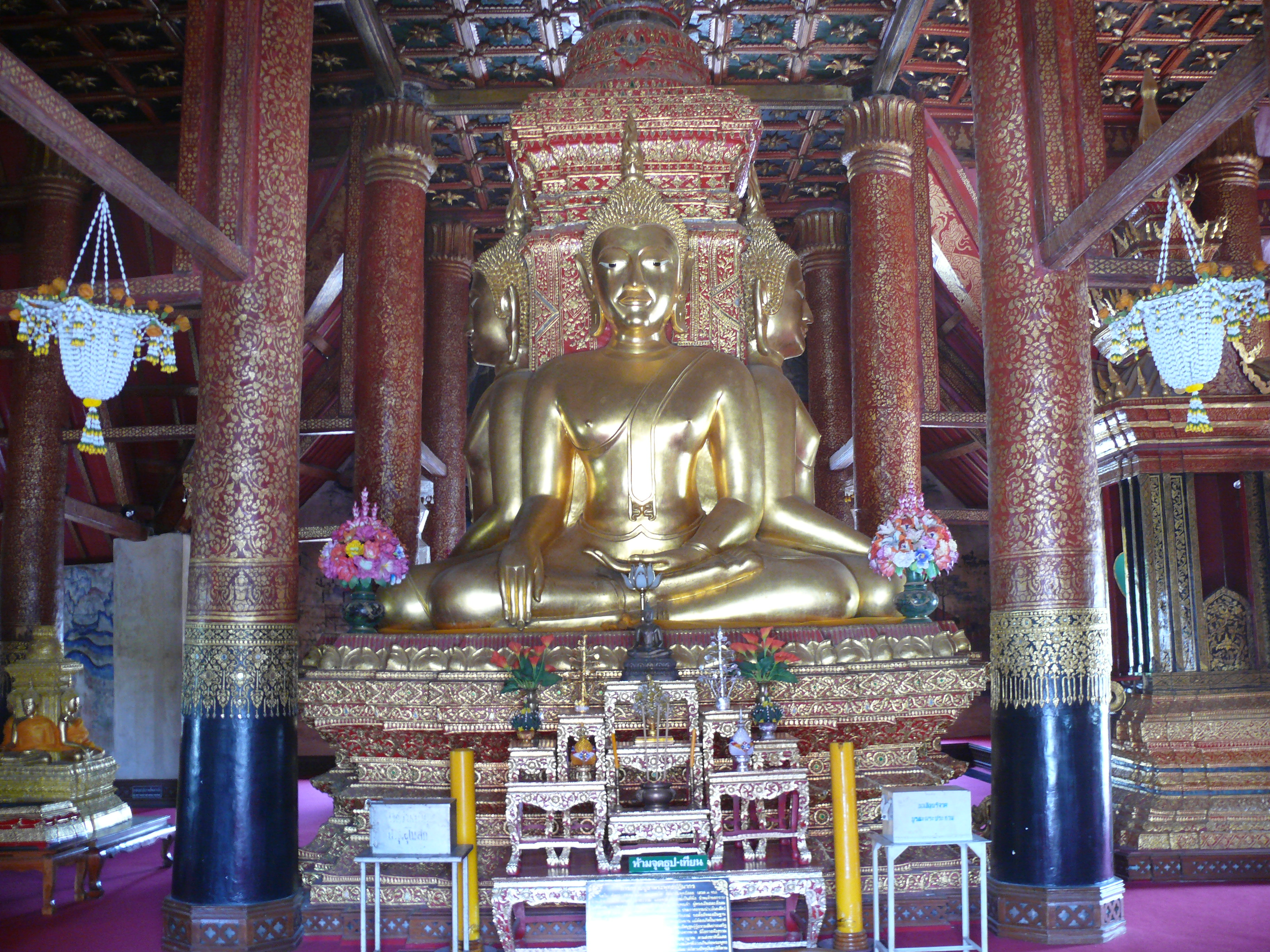
本尊

### 外面
全面から、見るとあたかもナーガ（蛇の神）の背に乗っかっているかのような印象を与える構造である。
各4つの入り口は小さな廊下があり、その上には、王室のものであることを示す装飾がある。また、入り口は緩やかに曲線を描いたドアが取り付けられており、東のドアは中国の妖怪、北のドアには花、西と南のドアにはラーンナー様式のモチーフで森林生活の様子が描かれている。

### 内部
内部装飾は、タイルー式の建築様式のよい例であるとされる。天井の構造は象をモチーフにした黒と赤のラッカー塗りの上に金で装飾した12本のチークの柱で支えられている。また天井も美しく装飾されている。お堂の中央には4つの扉それぞれを向いた4体の仏像が設置されている。なお、仏像はスコータイ仏で、大地に手を添えてマーラーを打ち破ったときの仏陀が表現されている。ただし、耳や鼻などにラオス様式をかいま見ることができる。

## 壁画

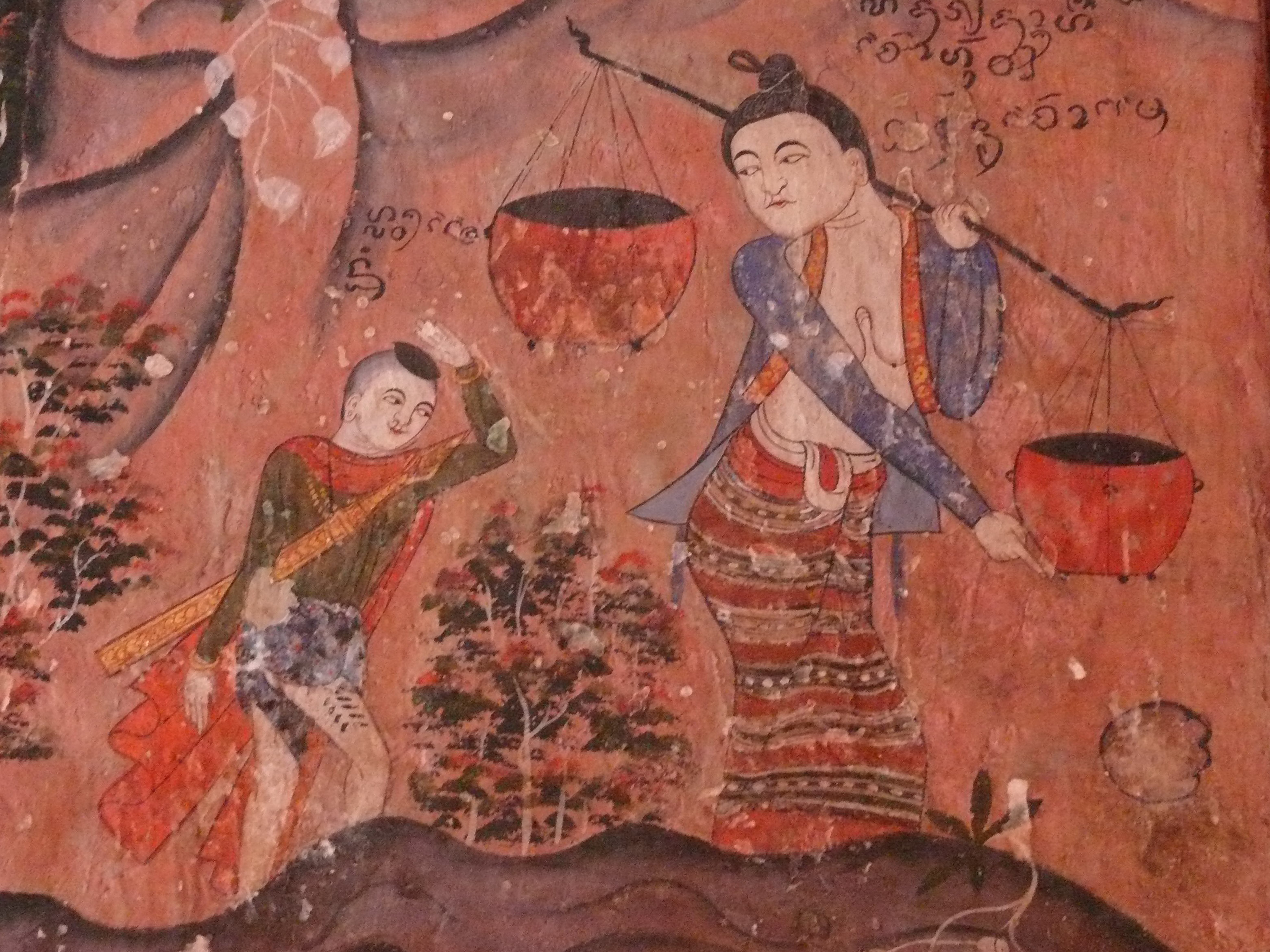
『ガッダナ・クマーラ・ジャータカ』の一幕。ガッダナ少年が母親に父親が誰かを尋ねている

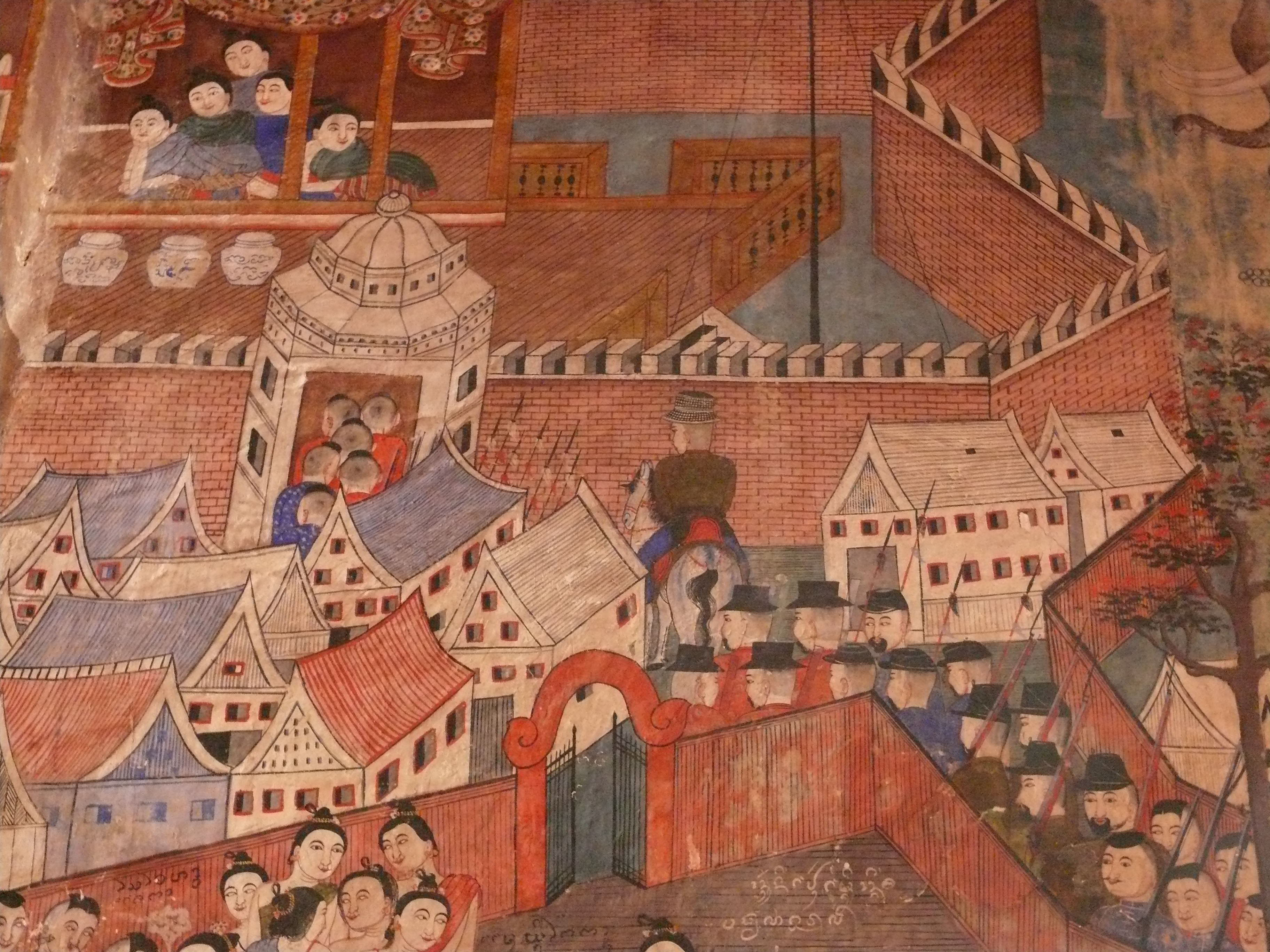
ナーン市内とフランス軍

ワット・プーミンの壁画は歴史的史料でもあり、美術品としての価値も高く。この寺院の名物となっている。
北の壁には『ガッダナ・クマーラ・ジャータカ』をモチーフにした絵が描かれており、東の壁には『ニミ・ジャータカ』をモチーフにし絵も描かれている。また、庶民の日常生活を描いたものや、西洋人を描いたものもある。西洋人を描いたものはおそらく1893年のフランス軍のメコン川東岸の占領に材を得たものと考えられる。また中には西洋の神父を描いた壁画もある。これらの、絵画は19世紀末にタイルー族の画家によって描かれたものである。
これらの壁画のスタイルは伝統的な様式とはかけ離れており、チエンマイのワット・プラシンの壁画と似ているともいわれる。しかし、背景はおおむねタイルー族の日常生活を描いたものである。
これらの壁画の中で有名な壁画が二つある。一つは男が女にささやくところで、一説に画家自身であるとも言われる。これは西のドアの南側にある。南側のドアに描かれた人物画も有名でこれは、アナンタヨット王だと言われている。